# 天利行
天利行（Messrs. McPhail & Co.），又名馬克亥爾洋行，是1864-1867年間在南台灣首要的洋行，由英商麥裴兒（James W. Mcphail,Neil McPhail）兄弟二人所經營。宣教師馬雅各醫生初抵台灣，就得了他們的照顧，他一行在府城北勢街（台南市神農街）天利行奈.麥斐兒（Neil McPhail）家作賓客。
洋商從事台灣貿易之先驅，是怡和行（Jardine Matheson & Co.）及甸特行（Dent & Co.）。兩洋行都於1858年（咸豐8年）就開始向台灣購買樟腦，也售鴉片，1860年已有代理人駐打狗。
1864年，天利行在打狗成立後，兩行在打狗的業務差不多由天利行接辦。據1864年在台外僑名錄，天利行在打狗有合夥人James Mcphail（時28歲）、職員Robert R. Rothwell（39歲）；在台灣府有合夥人Neil McPhail（26歲）、職員John William Mingoot（22歲）。
1867年5月某個夜晚，天利行所信任一位華籍買辦將所有庫存鴉片、現金，上了駁船，逃溜一空。因為他偽刻釐金局印戳，走漏釐金，東窗事發，只好遠走，府城天利行因此被查封、拍寶，買主是1866年剛設立的怡記行（Messrs. Elles & Co.），而必麒麟也就轉任怡記行府城代理人了，麥斐兒兄弟黯然離開台灣。       
必麒麟晚年寫了一本回憶錄—書名Pioneering in Formosa： Recollections of Adventures among Mandarins, Wreckers & Headhunting Savages. London, 1898有吳明遠的中文譯本，題（「老台灣」）台灣研究叢刊第六十種，民國48年1月台灣銀行出版）。有關天利行倒閉經過，回憶錄有詳述（第十四章，見原書167-175頁；中譯本87-90頁）。